# Phare de Valence
Le nouveau phare de Valence est un phare situé sur le brise-lames du port de Valence, dans la ville de Valencia, province de Valence (Communauté valencienne) en Espagne. Il remplace l'ancien phare qui a été éteint en 2015.
Il est géré par l'autorité portuaire de Valence .

## Histoire
Ce phare, de conception moderne, a été pensé par l'architecte Ignacio Pascual, directeur des infrastructures de l'Administration portuaire de Valence. Il a entièrement été réalisé en matériaux composites (fibre de carbone et fibre de verre), lui donnant une plus grande résistance à la corrosion marine et nécessitant peu d'entretien. Il a été posé en 3 heures en 2015. Il mesure 22 m de haut en étant très léger, car il ne pèse que 3.000 kg. C'est une tour hexagonale de couleur noire avec un escalier intérieur jaune, menant à une petite terrasse. Sur celle-ci se trouve une lampe LED de 70 W, ayant une durée de vie de 100.000 heures. La lumière est alimentée par 10 panneaux solaires orientés au sud et un petit aérogénérateur vertical. Le plan focal est à 35 m au-dessus du niveau de la mer et émet un flash blanc toutes les 10 secondes, visible jusqu'à 25 milles nautiques.
Le nouveau phare du port de Valence a remporté le prix de l'innovation dans la catégorie des infrastructures au JEC World 2016 Innovation Awards, le prix mondial le plus important dans le domaine des matériaux composites.
Identifiant : ARLHS : SPA138 ; ES-25700 - Amirauté : E0200 - NGA : 5368 .

### Lien connexe
- Liste des phares d'Espagne